# Marek Kwitek

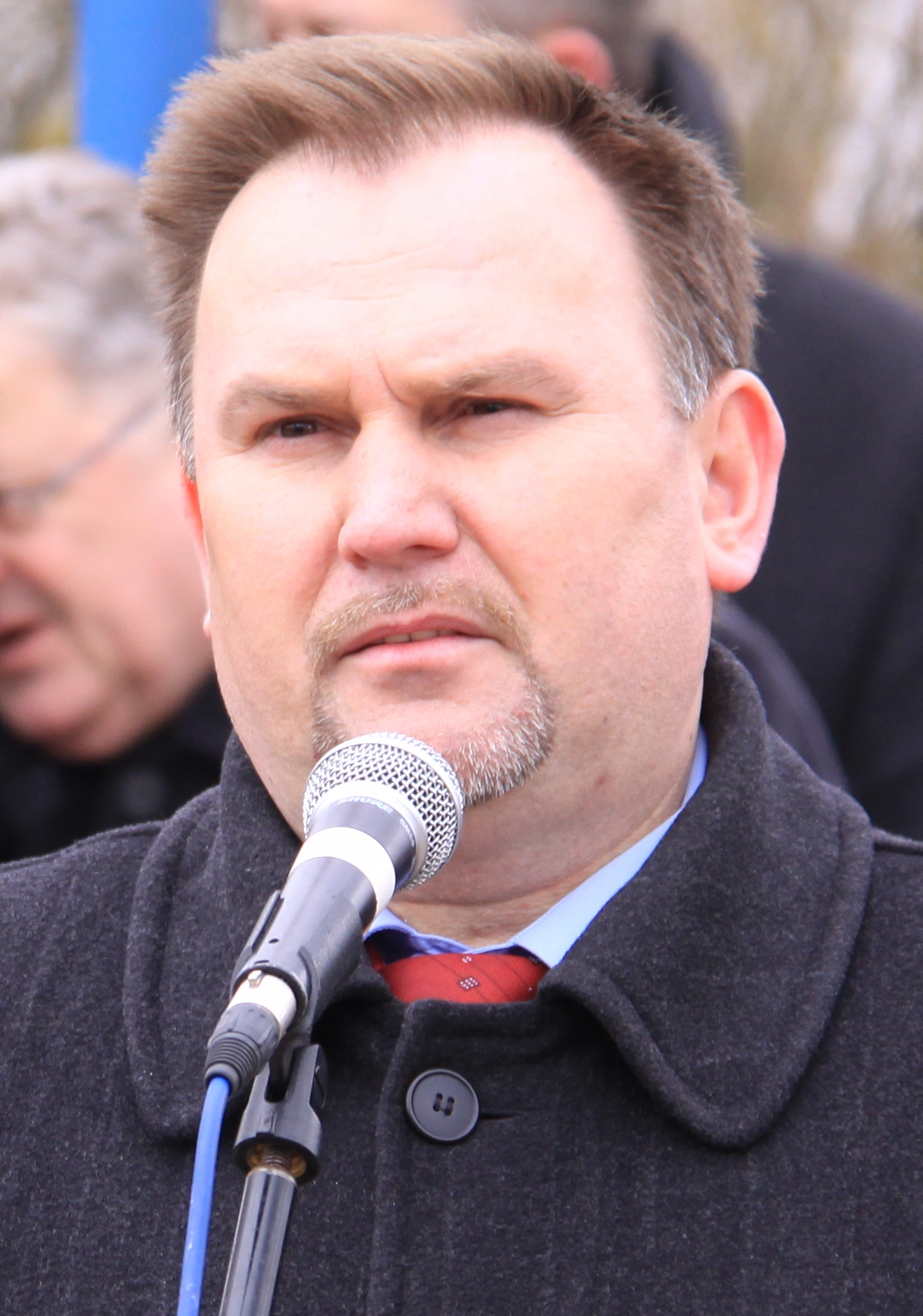
Marek Kwitek

Marek Kwitek (* 28. April 1961 in Annopol) ist ein polnischer Politiker, Kommunalpolitiker und seit 2007 Abgeordneter des Sejm in der VI. Wahlperiode.

## Leben
Er beendete das Studium an der Świętokrzyska Akademie in Kielce. In den Jahren 1986 bis 2005 arbeitete er als Lehrer in einer Grundschule in Sandomierz, als Abteilungsdirektor eines Bildungskuratoriums und Lehrer in einem allgemeinbildenden Lyceum.
Zwei Wahlperioden lang war er Stadtrat von Sandomierz und war in der Stadtverwaltung beschäftigt. Von 2005 bis 2006 war er stellvertretender Starosta des Powiat Sandomierski, danach war er ein Jahr lang Abgeordneter des Sejmik der Woiwodschaft Świętokrzyskie und Mitglied der Woiwodschaftsverwaltung.
Er gehört der Gewerkschaft Solidarność, der Polska Federacja Stowarzyszeń Rodzin Katolickich (Polnische Föderation der Vereinigungen Katholischer Familien) und der Partei Prawo i Sprawiedliwość (Recht und Gerechtigkeit – PiS) an.
Bei den Parlamentswahlen 2007 wurde er für den Wahlkreis Kielce über die Liste der PiS mit 2.653 Stimmen in den Sejm gewählt. Er ist Mitglied der Sejm Kommissionen für Landwirtschaft sowie Kommunale Selbstverwaltung.